# Diplôme d’études universitaires générales
Diplôme d’études universitaires générales, w skrócie DEUG (fr. Dyplom ogólnych studiów uniwersyteckich) – w obowiązującym do 2006 systemie uczelni francuskich dyplom uniwersytecki nadawany po dwóch latach studiów (poziom 5 według Międzynarodowej Standardowej Klasyfikacji Kształcenia ISCED 2011), niemający odpowiednika w polskim systemie edukacji. DEUG nadawano od 1973 i uprawniał do przyjęcia na studia prowadzące do uzyskania licencjatu (poziom 6 według ISCED 2011). Obecnie zasadniczo dyplomu tego się nie nadaje, ale na prośbę studenta uczelnia uprawniona do nadawania licencjatów może wydać dyplom DEUG po czterech semestrach studiów.